# بوردن
بوردن (به اسپانیایی: Bordón) یک شهرستان در اسپانیا است که در استان تروئل واقع شده‌است.

## خصوصیات
بوردن ۳۰ کیلومترمربع مساحت و ۱۴۱ نفر جمعیت دارد و ۸۲۸ متر بالاتر از سطح دریا واقع شده‌است.